# كينيث بريسلاور
كينيث بريسلاور ، ولد عام 1947 في يونشوبينغ، السويد، وهو أستاذ الكيمياء والكيمياء الحيوية المتميز في جامعة روتجرز. وهو العميد المؤسس لقسم العلوم الحياتية وشغل منصب نائب الرئيس لشراكات العلوم الصحية. تركز أبحاث كينيث بريسلاور على تحديد وتوصيف القوى الجزيئية التي تتحكم في الاتصال بين الجزيئات البيولوجية، وخاصة تلك التفاعلات التي تعدل وتتحكم في التعبير الجيني، وإصلاح تلف الحمض النووي، والطفرات، وارتباط الأدوية. وصل بريسلاور إلى منصب كأستاذ مساعد في عام 1974.

## الحياة الشخصية
ولد كينيث بريسلاور في يونشوبينغ، السويد، ونشأ في منطقة جاكسون هايتس في كوينز في مدينة نيويورك. كان والديه من مواطني ألمانيا ولكنهم فروا منها في عهد هتلر. وكان والد والده، جورج بريسلاور، قاضيًا في المحكمة العليا في ألمانيا قبل وصول هتلر إلى السلطة. كان والد والدته، هانز شافر، وكيل وزارة المالية في جمهورية فايمار من عام 1928 إلى عام 1932، الذي تم التبرع بمذكراته إلى معهد ليو بيك في مانهاتن. شقيقه الأكبر هو نائب المستشار التنفيذي السابق لجامعة كاليفورنيا في بيركلي وعميدها جورج دبليو بريسلاور.
كينيث بريسلاور متزوج من شيري شواب، وهي معالجة نفسية تعمل في القطاع الخاص، ولديهما ولدان (دانيال وجوردان). كلاهما، مثل والديهما، من عشاق الرياضة.

## الأبحاث
حدد بريسلاور قاعدة بيانات الحمض النووي التي تسمح برسم خريطة معلومات تسلسل الجينوم بشكل حيوي بحيث يتم ربط مناطق الاستقرار التفاضلي بمناطق الوظائف البيولوجية التفاضلية. كما تم استخدام قاعدة البيانات وملحقاتها لتصميم المجسات والأدوية ذات خصائص التهجين والارتباط المتوقعة، وهي القدرة الأساسية لمختلف البروتوكولات التشخيصية والعلاجية. قام بريسلاور برسم خريطة للعواقب الناجمة عن تلف الحمض النووي، وهي المعرفة التي تشكل أهمية بالغة لفهم آليات إصلاح الحمض النووي، بما في ذلك سبب عدم قدرة بعض الطفرات على الإصلاح وتؤدي إلى الإصابة بالسرطان. وفي الآونة الأخيرة، أوضح بريسلاور أهمية الحالات غير المستقرة داخل المناظر الطبيعية للطاقة الخشنة لجزيئات الحمض النووي، وهي معلومات بالغة الأهمية لفهمنا للأصول الجزيئية لأمراض التكرار الثلاثي، مثل داء هنتنغتون ومتلازمة الصبغي X الهش.
بريسلاور هو رئيس تحرير مجلة بايوبولميرز (بالإنجليزية: Biopolymers)، وهي مجلة رئيسية في مجاله، وهو محرر مؤسس لمجلة نيوكليك آسيد ساينسز (بالإنجليزية: Nucleic Acid Sciences) . كما أنه يخدم في العديد من المجالس الاستشارية العلمية، بما في ذلك تلك المرتبطة بمعهد السرطان في نيوجيرسي، ومركز التكنولوجيا الحيوية المتقدمة والطب، بالإضافة إلى أقسام الدراسات التابعة لوكالات التمويل الفيدرالية.

## العمادة
في فترة عمله عميدًا، أعاد بريسلاور تنظيم العلوم الحياتية إلى هيكل متكامل إداريًا وبرمجيًا، وهو قسم العلوم الحياتية. يضم هذا الكيان ثلاثة أقسام (علم الأحياء الخلوي وعلم الأعصاب، وعلم الوراثة، وعلم الأحياء الجزيئي والكيمياء الحيوية)؛ وقسمين (الكيمياء الحيوية، وعلم النفس العصبي السلوكي)؛ ومراكز ومعاهد متعددة (مركز المواد الحيوية، ومعهد علم الوراثة البشرية، ومستودع الخلايا والحمض النووي بجامعة روتجرز، ومركز لعلوم الأعصاب التعاونية، ومشروع إصابات الحبل الشوكي، ومركز أبحاث الخلايا الجذعية بجامعة روتجرز، ومركز الأبحاث التعاوني لعلم المعلومات الحيوية البنيوي، وما إلى ذلك) والشراكات مع مراكز ومعاهد ومدارس العلوم الحيوية القائمة. بالاضافة إلى مجموعة واسعة من المرافق الأساسية (المجهر البؤري، الرنين المغناطيسي النووي عالي المجال، مطيافية الكتلة، والقياس الحراري والطيف، والتصوير، وما إلى ذلك). ويشمل قسم العلوم الحياتية أيضًا على مكتب التعليم الجامعي، والذي يشمل مكتب التنوع والنجاح الأكاديمي في العلوم نسخة محفوظة 18 December 2008 على موقع واي باك مشين.، ومكتب المهن الصحية؛ بالإضافة إلى مكتب الدراسات العليا في العلوم البيولوجية الجزيئية.
إداريًا، وتحت إشراف مكتب الأعمال، يوفر قسم العلوم الحياتية إدارة مركزية للمنح، والمشتريات، وإدارة الموظفين، وصيانة المرافق والإشراف عليها، ودعم تقنية المعلومات. ومن الناحية العملية، فإن النهج الشامل لقسم العلوم الحياتية يعتمد على التركيز على البحث الترجمي والذي يتم من خلاله ترجمة المعرفة من المختبر بسرعة أي يتم تطبيق المعرفة المكتسبة في المخبر وتصنيع العلاج حتى يصل إلى سرير المريض في مركز إصابات الحبل الشوكي، ومركز نيوجيرسي للمواد الحيوية، ومعهد نيوجيرسي للخلايا الجذعية ومعهد واكسمان لعلم الأحياء الدقيقة.
منذ عام 2005، يقع مكتب القسم جزئيًا في مبنى العلوم الحياتية الجديد في حرم بوش؛ وهو منشأة تمثل تتويجًا لحملة استمرت ما يقرب من عقد من الزمان قام بها بريسلاور لبناء المساحة المطلوبة بشدة لتطوير العلوم الحياتية. يضم المبنى حاليًا مركز نيوجيرسي للمواد الحيوية، ومعهد علم الوراثة البشرية، وقسم علم الوراثة في جامعة روتجرز.
بصفته نائب الرئيس لشراكات العلوم الصحية، تولى بريسلاور دوراً قيادياً في تأسيس معهد الخلايا الجذعية في نيوجيرسي، ومركز العلوم الانتقالية السريرية، ومرافق أبحاث الأجهزة الرئيسية المشتركة، بالإضافة إلى الشراكات مع جامعات في الصين وتايوان وأفريقيا وأماكن أخرى، بما في ذلك اتفاقيات التعاون ذات المنفعة المتبادلة مع القطاع الخاص، بالتعاون مع جامعة الطب وطب الأسنان في نيوجيرسي.

## التعليم والمسيرة المهنية
على الرغم من أنه بدأ دراسته الجامعية في تخصص التاريخ، إلا أن كينيث بريسلاور تخرج في عام 1968 مع مرتبة الشرف من جامعة ويسكونسن، وحصل على درجة البكالوريوس في الكيمياء بالإضافة إلى درجة البكالوريوس في الآداب. خلال المدرسة الثانوية وسنته الأولى في الكلية، لعب بريسلاور في مركز الجناح الأيسر في فرق البيسبول في مدرسته، وبعد ذلك، لفترة وجيزة، اتبع شغفه ولعب البيسبول في الدوري الصغير في ويست هافن، كونيتيكت. كان بريسلاور لاعبًا بارزًا في لعبة البيسبول في مدرسة ماكبيرني الثانوية في مدينة نيويورك (فئة 1964). أثناء بحثه للحصول على درجة الدكتوراه في جامعة ييل، قام بريسلاور بتطوير طريقة قياس حرارية جديدة للتحقيق في القوى الجزيئية التي تتحكم في استقرار البروتينات وطويها، وقد تم دمج نتائجه في قواعد البيانات لتحديد القوى المتضادة للماء والمتجانسة للماء المرتبطة باستقرار البروتين. تخرج من جامعة ييل في عام 1972. كباحث ما بعد الدكتوراه في جامعة كاليفورنيا في بيركلي، قام بريسلاور بالتحقيق وتوصيف القوى الجزيئية المرتبطة بتحديد والتحكم في استقرار الأحماض النووية. منذ عام 1974، عمل في جامعة روتجرز، حيث جمع بين هذه المجالات من خلال التحقيق في تفاعلات البروتين والحمض النووي، والدواء والحمض النووي، وخاصة فيما يتعلق بتنظيم التعبير الجيني، وإصلاح تلف الحمض النووي، والأمراض الجزيئية. بريسلاور هو مؤلف لأكثر من 200 منشور. تتناول ورقته البحثية الأكثر استشهادًا نموذجًا وتقدم قاعدة بيانات تم استخدامها في جميع أنحاء المجال للتنبؤ باستقرار ثنائيات الحمض النووي من تسلسل القاعدة، وقد تم الاستشهاد بها أكثر من 1000 مرة. وقد أدت هذه الورقة والعمل اللاحق من مختبره إلى إصدار براءة اختراع لبريسلاور وزملائه (رقم 6،815،163) بعنوان "طرق ومجموعات فحص استقرار ثنائي الأحماض النووية".

## الجوائز
- 1970: جائزة ولفجانج للتدريس المتميز في جامعة ييل
- 1981: جائزة زمالة هومبولت للأبحاث في ألمانيا
- 1985: ميدالية سانر، كأفضل عالم ديناميكي حيوي شاب في البلاد
- 1987: جائزة جونسون آند جونسون للأبحاث والاكتشافات[2]
- 1995: جائزة هوفمان التذكارية[16]
- 1996: انتخب زميلاً في الجمعية الأمريكية لتقدم العلوم[17]